# Barrios de Jūrmala
Barrios de Jūrmala son los barrios que conforman la ciudad de Jūrmala. Hasta 2008 contaba con 26 barrios.

## Barrios
- Asari
- Bāžciems
- Brankciems
- Bražciems
- Bulduri
- Buļļuciems
- Druvciems
- Dubulti
- Dzintari
- Jaundubulti
- Jaunķemeri
- Kaugurciems
- Kauguri
- Ķemeri
- Krastciems
- Kūdra
- Lielupe
- Majori
- Melluži
- Priedaine
- Pumpuri
- Sloka
- Stirnurags
- Vaivari
- Valteri
- Vārnukrogs